# 14815 Rutberg
14815 Rutberg è un asteroide della fascia principale. Scoperto nel 1981, presenta un'orbita caratterizzata da un semiasse maggiore pari a 2,1940805 UA e da un'eccentricità di 0,2352925, inclinata di 4,47051° rispetto all'eclittica.